# 周襗
周襗（1491年—1558年），字天吉，號狮峰、又号狮山，浙江紹興府山陰縣人，民籍，明朝政治人物。

## 生平
嘉靖元年（1522年）壬午科順天鄉試第一名舉人（解元）。嘉靖五年（1526年）中式丙戌科三甲第一百十三名進士。授行人，擢江西道監察御史，嘉靖十二年巡按貴州，十四年七月升湖广按察司副使，升广东布政使司右参政，二十四年闰正月升大理寺左少卿，升南京都察院提督操江右副都御史，二十八年三月被南京给事中李万实弹劾昏懦无为，诏调南京别衙门用。

## 家族
曾祖周達；祖父周永才；父周廷澤，義官。母王氏。具庆下。兄周祯（弘治壬戌進士）；周祥；周礽（正德戊辰进士）；周祚（正德辛巳进士）。周礽子周浩，嘉靖乙未進士，官大理寺卿。